# Бартлетт Адамсон
Бартлетт Адамсон (англ. George Ernest Bartlett Adamson; 22 грудня 1884, Крашка, Тасманія, Австралійський Союз — 4 листопада 1951, Сідней, Новий Південний Уельс, Австралійський Союз) — австралійський поет, журналіст і громадський діяч. Член Комуністичної партії Австралії.

## Життєпис
Народився 22 грудня 1884 року на північному сході Тасманії (тодішньої британської колонії), в районі містечка Крашка (зараз Рінґарума). Син шахтаря Джорджа Адамсона, шотландця за походженням, і його дружини Джейн (уроджена Бартлетт). Незабаром сім'я переїхала на західне узбережжя, де Бартлетт здобув початкову освіту в школах Зіана і Дандасу, а потім працював клерком на шахті.
Близько 1914 року сім'я переправилася до Нової Зеландії, де Адамсон став працювати клерком у видавництві «Whitcombe & Tombs Ltd», а потім менеджером з реклами у фірмі «New Zealand Picture Supplies Ltd». 16 листопада 1917 року одружився з Мері Маклаклан (згодом у них народилося троє синів).
У квітні 1919 року він перебрався до Австралії, в Сідней, в якому прожив до кінця життя. Влаштувавшись у новостворений тижневик «Smith's Weekly», він складав для нього статті, вірші на актуальні теми, гумор і легку прозу. 1923 року пішов з газети «на вільні хліба», при цьому регулярно писав статті для «Sunday News», а також детективну і пригодницьку прозу; крім того вирощував фрукти, а також заснував пакувальний кооператив для місцевих квітникарів. 1935 року повернувся в штат «Smith's Weekly» і працював у ньому аж до закриття видання 1950 року.
У 1930-х Адамсон став активним членом «Братства австралійських письменників» (англ. The Fellowship of Australian Writers). У середині 1930-х він став просувати прокомуністичну «Лігу письменників» (пізніше «Асоціацію»), яка об'єдналася з «Братством» 1938 року. 1943 року вступив до Комуністичної партії Австралії. Регулярно публікувався в газетах «Workers' Weekly» і «Tribune» (друковані органи компартії).
Раптово помер 4 листопада 1951 року в Сіднеї на виступі від імені «Товариства австралійсько-радянської дружби».

## Творчість
Перша книга Адамсона «Дванадцять сонетів» побачила світ у Новій Зеландії 1918 року.
Він був автором ліричних сонетів, поем, коротких сатиричних куплетів, викривальних та лірико-патріотичних віршів, герої яких — робочі-страйкарі, демонстранти, представники трудящих Австралії. Однак, за деякими відгуками поезія його стилістично старомодна.
Книги Адамсона не раз забороняли і тоді його вірші поширювали в рукописах або друкували на ротаторах.